# غيلبرت كليمنتس
غيلبرت كليمنتس هو سياسي كندي، ولد في 11 سبتمبر 1928، وتوفي في 27 نوفمبر 2012 في كندا. حزبياً، نشط في الحزب الليبرالي في جزيرة الأمير إدوارد ‏. وقد انتخب Lieutenant Governor of Prince Edward Island ‏ (1994 – 2001).